# Nan Los
Ngatmena Elisabeth (Nan) Los (Amsterdam, 1 juli 1933 – Aruba, 22 mei 2021) was een Nederlands fotomodel en actrice.
Los was eerst stewardess en secretaresse bij vliegtuigbouwer Fokker. Daarna werkte ze voor de reclameafdeling van bierbrouwer Freddy Heineken. Al snel werd ze ook zijn maîtresse.
In 1963 kreeg Los een hoofdrol in de film Als twee druppels water van Fons Rademakers. "Omdat ik acht jaar Freddy's vriendin was, was ik veel in zijn buurt. Fons heeft mij bij hem ontmoet", vertelde Nan Los in 2003 in de Volkskrant. In de film speelden veel vrienden: "De toenmalige vriendin van Harry Mulisch had een rolletje, net als Freddy zelf. Veel acteurs waren amateurs. Het was een zomer lang dolle pret." 
In januari 1963 leerde Los autocoureur Gerard van Lennep kennen, toen ze allebei gingen werken als reisleider van Nederlandse skigroepen in Oostenrijk. Zes weken later waren ze getrouwd. Na afloop van het winterseizoen keerde het echtpaar terug naar Nederland en begon het een racesportwinkel in de P.C. Hooftstraat in Amsterdam. De zaak werd geopend door Carel Godin de Beaufort en heette VAN, omdat de Engelse racewereld "Lennep" niet konden uitspreken en ze hem simpelweg "Van" noemden.
Bij de oprichting van Corine Spier-Rottschäfers Modelplanning, het eerste professionele modellenbureau in de Benelux, sloot Los zich meteen aan. Dit bespaarde haar een hoop zakelijke rompslomp. Na haar modellenwerk verhuisde ze naar Bonaire en later Aruba. Daar was ze dertig jaar lang lerares Engels en trouwde ze met de Arubaanse KLM-piloot Tawa Yrausquin (overleden 6 april 2009). Yrausquin werd later directeur van de Antilliaanse Luchtvaart Maatschappij (ALM). Yrausquin-Los ontwierp stewardessenkleding voor de ALM.
Op 22 mei 2021 overleed Los op 87-jarige leeftijd op Aruba.